# A visszatérők
A visszatérők (eredeti cím: The 100 / The Hundred) egy posztapokaliptikus témájú amerikai televíziós sorozat, amelyet a The CW kábelcsatorna mutatott be 2014. március 19-én. Története Kass Morgan azonos című regényén alapul, jelentős változtatásokkal. A széria alkotója Jason Rothenberg. A visszatérők Magyarországon az RTL Spike-on 2016. december 3-tól került bemutatásra.

## Cselekmény
Körülbelül száz évvel egy atomháború után, az emberiség maradéka egy, a Föld körül keringő óriási űrállomáson él, mely azonban életciklusa végéhez közeledik. Az állomás vezetői ezért száz büntetett előéletű fiatalt az addig lakhatatlannak vélt Földre küldenek, felderítés céljából. A Földet ért tinédzsereknek önállóan kell túlélniük az idegen környezetben, amely távolról sem lakatlan, miközben az űrben maradók is igyekeznek életben maradni.

## Szereplők
| Színész             | Szereplő                   | Magyar hang            | Leírás |
| ------------------- | -------------------------- | ---------------------- | --- |
| Eliza Taylor        | Clarke Griffin             | Molnár Ilona           | Tinédzser lány, aki a Földre ért fiatalok (A százak) vezetőjévé válik. Korához képest igen realista politikus, aki képes moralitáson és saját érzésein is felülemelkedni társai védelmében. Anyjának köszönhetően ért a gyógyításhoz és a sebek kezeléséhez |
| Bob Morley          | Bellamy Blake              | Szabó Máté             | A százak katonai vezetője. Forrófejű, aki általában az érzéseire hallgat, bár kétségtelenül kiváló harcos. Kapcsolata Clarke-al az elején kicsit zavaros de hamar jó barátok lesznek.                                                                       |
| Paige Turco         | Dr. Abigail „Abby” Griffin | Orosz Anna             | Clarke anyja, az űrállomás orvosa. Közössége politikai vezetésében is szerepet vállal. |
| Thomas McDonell     | Finn Collins               | Gacsal Ádám            | Földre került fiatal, Clarke közeli barátja. |
| Marie Avgeropoulos  | Octavia Blake              | Sipos Eszter           | Bellamy húga, akit az űrben szigorúan alkalmazott „egy-gyerek” politika miatt titokban kellett felnevelni. Lázadó természetének köszönhetően többnyire a saját útját járja.                                                                                 |
| Christopher Larkin  | Monty Green                | Baráth István          | A százak egyike, „átlagos” fiatal. Ért a növényekhez és a szereléshez is egy kicsit. Csak egy békés nyugodt életet akar háborúk nélkül. |
| Devon Bostick       | Jasper Jordan.             | Czető Roland           | Monty legjobb barátja, a veszélyek ellenére viszonylag könnyelmű és meggondolatlan marad, azonban hamar összetörik. |
| Isaiah Washington   | Thelonious Jaha            | Kálid Artúr            | Az űrállomás kancellárja. Clarkehoz hasonlóan hajlandó a kemény döntések meghozatalára. |
| Henry Ian Cusick    | Marcus Kane                | Széles Tamás 1. hang   | Az űrállomás vezetésének tagja, Jaha és Abby barátja. |
| Henry Ian Cusick    | Marcus Kane                | Cvetkó Sándor 2. hang  | Az űrállomás vezetésének tagja, Jaha és Abby barátja. |
| Lindsey Morgan      | Raven Reyes                | Gulás Fanni            | Fiatal lány, aki műszaki zsenijével van leginkább a százak segítségére. Önfeláldozó személyiség aki mindig emberséges akar maradni. |
| Ricky Whittle       | Lincoln                    | Varga Gábor            | Földön született „bennszülött”. Vaskori szinten élő népével ellentétben nyitott a százak felé, amely leginkább Octaviával való szerelmi viszonyában nyilvánul meg.                                                                                          |
| Richard Harmon      | John Murphy                | Renácz Zoltán          | A sorozat antihőse. Alapvetően nem kegyetlen, de a rajta esett sérelmeket durván megtorolja. Többnyire csupán a saját bőrét menti, de olykor képes az önfeláldozásra is.                                                                                    |
| Alycia Debnam-Carey | Lexa                       | Kis-Kovács Luca        | A Trikru népből származik. A „földiek” parancsnoka és tökéletes harcos. Sokat segít Clarke-nak illetve az égieknek. |
| Rhys Ward           | Atom                       | Előd Álmos             | Az első évadban van szerepe. Ő is a százak egyike akit a földre küldtek. Bellamy őt bízza meg hogy vigyázzon Octaviára. |
| Johnny Whitworth    | Cage                       | Dányi Krisztián        | A második évadban van fontos szerepe. A Mounth Weatheri vezető fia aki mindenáron ki akar jutni a felszínre és meg is találja ennek a módját. |
| Ivana Milicevic     | Diyoza                     | Solecki Janka          | Az elit kommandó tagja volt, majd terrorista lett. A fellázadt elítéltek vezetője, akik az atomreaktorok olvadása után jönnek a földre. |
| Jordan Bolder       | Miles Shaw                 | Molnár Levente         | Az elítéltek pilótája. Nem tartja helyesnek hogy háborúznak és próbálja megállítani az újabb halálozásokat. |
| William Miller      | Mccreary                   | Zámbori Soma           | Az elítéltek tagja. Vérszomjas és kitartó személyiség. |
| Zach McGowan        | Roan                       | Varga Rókus            | Az azgedai királynő fia, majd később a király. Népét szolgálja és mindenáron óvja őket. |
| Shannon Kook        | Jordan Green               | Szalay Csongor         | Mounty és Harper fia. Kedves, jó ember, és tagadhatatlan hogy szeret beszélni. |
| Jarod Joseph        | Nate Miller                | Borbíró András 1. hang | A százak egyike, egy vérbeli katona. Még ha időnként későn is, de mindig rájön, melyik a helyes oldal. |
| Luisa D'Oliveira    | Emori                      | Csuha Borbála          | Egy úgy nevezett Frikdreina, akit még kiskorában kitaszított a családja. Lopni és időnként ölni kényszerült a túlélésért, azonban egy motiváló és kedves személyiségű ember.                                                                                |

## Évadok
| Évad | Évad | Részek száma | Részek száma | Eredeti sugárzás  | Eredeti sugárzás     | Eredeti adó | Magyar sugárzás    | Magyar sugárzás     | Magyar adó |
| Évad | Évad | Részek száma | Részek száma | Évadbemutató      | Évadzáró             | Eredeti adó | Évadbemutató       | Évadzáró            | Magyar adó |
| ---- | ---- | ------------ | ------------ | ----------------- | -------------------- | ----------- | ------------------ | ------------------- | ---------- |
|      | 1.   | 13           | 13           | 2014. március 19. | 2014. június 11.     | The CW      | 2016. december 4.  | 2017. február 21.   | RTL Spike  |
|      | 2.   | 16           | 16           | 2014. október 22. | 2015. március 11.    | The CW      | 2017. május 30.    | 2017. augusztus 24. | RTL Spike  |
|      | 3.   | 16           | 16           | 2016. január 21.  | 2016. március 19.    | The CW      | 2017. október 5.   | 2017. október 27.   | RTL Spike  |
|      | 4.   | 13           | 13           | 2017. február 1.  | 2017. május 24.      | The CW      | 2018. december 11. | 2019. január 22.    | RTL Spike  |
|      | 5.   | 13           | 13           | 2018. április 24. | 2018. augusztus 7.   | The CW      | 2019. január 29.   | 2019. március 12.   | RTL Spike  |
|      | 6.   | 13           | 13           | 2019. április 30. | 2019. augusztus 6.   | The CW      | n. a.              | n. a.               | n. a.      |
|      | 7.   | 16           | 16           | 2020. május 20.   | 2020. szeptember 30. | The CW      | n. a.              | n. a.               | n. a.      |

## Témák
A sorozat népszerűsége a különböző stílusok (tinisorozat, sci-fi, háborús dráma, klasszikus epika) rendkívül hatásos elegyítésében rejlik. Egyes helyszínek és cselekmények gyakran nyíltan is tisztelegnek korábbi tudományos-fantasztikus művek előtt (pl. Logan futása, Terminátor), de a klasszikus irodalommal való kapcsolattartás is észrevehető (pl. Bellamy és az Iliasz). Az alapvetően young adult jellegű történetben napjaink társadalmi kérdései szintén hangsúlyozott szerepet kapnak. A The 100 feminista jellege egyértelmű. A női karakterek a férfiakkal minden téren egyenlőek: politikai és katonai vezetői szerepet töltenek be, szexuálisan szabadok, a harcban ugyanúgy részt vesznek. A szexuális szabadság a nem heteroszexuális kapcsolatok és irányultságok elterjedtségében is tetten érhető. Clarke maga is biszexuális, de az LMBTQ-közösség ikonjává a leszbikus (vagy biszexuális) „bennszülött” törzsi vezető, Lexa (Alycia Debnam-Carey) vált. A sorozat karakterei posztapokaliptikus környezetből következően állandóan életveszélyben vannak és még főszereplőnek vélt személyek is váratlanul meghalnak. A fordulatos cselekmény során az egyes karakterek szerelmi kapcsolatai dinamikusan alakulnak.